# Gmina Wągrowiec
Gmina Wągrowiec là một gmina nông thôn (khu hành chính) ở huyện Wągrowiec, Voivodeship Greater Ba Lan, ở phía tây trung tâm Ba Lan.  Khu vực hành chính của nó là thị trấn Wągrowiec, mặc dù thị trấn không phải là một phần của lãnh thổ của gmina.
Gmina có diện tích 347,75 kilômét vuông (134,3 dặm vuông Anh)     và tính đến năm 2006, tổng dân số của nó là 11.333 người.

## Làng
Gmina Wagrowiec bao gồm các làng và các khu định cư như Bartodzieje, Bobrowniki, Bracholin, Brzezno Stare, Bukowiec, Czekanowo, Dąbkowice, Danabórz, Dębina, Dluga Wies, Grylewo, Jakubowo, Jankowo, Józefowo, Kaliska, Kaliszany, Kamienica, Kiedrowo, Kobylec, Kołybiec, Koninek, Kopaszyn, Koźlanka, Krosno, Kurki, Laziska, Łęgowo, Łekno, Ludwikowo, Łukowo, Micharzewo, Mikołajewo, Nowa Wies, Nowe, Ochodza, Oporzyn, Orla, Ostrowo-Mlýn, Pawłowo Żońskie, Pokrzywnica, Potulice, Potuły, Przysieczyn, Przysieka, Rąbczyn, Redgoszcz, Rgielsko, Rudnicze, Rudniczyn, Runówko, Runowo, Runowskie, Sady, Sarbka, Siedleczko, Sienno, Sieńsko, Tarnowo Pałuckie, Toniszewo, Werkowo, Wiatrowiec, Wiatrowo, Wiśniewo, Żelazka và Żelice.

## Gmina lân cận
Gmina Wagrowiec giáp với thị trấn Wagrowiec và với các gmina khác như Budzyń, Damasławek, Gołańcz, Margonin, Mieścisko, Rogozno và Skoki.